# Vokal
En vokal är ett språkljud som bildas utan förträngning eller avspärrning i de delar av talapparaten som är ovanför glottis. Motståndet är vid bildningen så litet att ingen hörbar friktion uppstår. Utifrån ett funktionellt perspektiv kan vokaler definieras som stavelsebildande ljud, självljud. Till skillnad från konsonantljud kan man skrika med vokalljud. De vanligaste vokalerna i världens språk är [i], [a] och [u] ([i] motsvarar klangfärgen hos i-ljudet i sil, [a] motsvarar klangfärgen hos a-ljudet i katt och [u] motsvarar klangfärgen hos o-ljudet i sol).
Vokalerna representeras i det svenska latinska alfabetet av bokstäverna A, E, I, O, U, Y, Å, Ä och Ö. Övriga bokstäver betecknar konsonanter. Inom fonetiken används ett annat teckensystem, fastän det latinska alfabetet är fonetiskt uppbyggt, då det finns fler ljudvarianter än bokstäver. 
Vokaler infördes enligt Walter J. Ong[källa behövs] som en nyhet i grekisk skrift cirka 500 f.Kr. Tidigare hade skriften mest bestått av symboler i bildskrift och stavelseskrift, tillgänglig endast för yrkesskrivare i maktens tjänst. Med ljudenlig skrift öppnades obegränsade möjligheter för envar att kommunicera genom att allt som kunde sägas också kunde skrivas med ett trettiotal tecken.

## Självljud
Vanligtvis är vokaler självljud, det vill säga ljud som bildar stavelser, men klangfulla ljud som [l], [r], [n] och [m] kan också ha en stavelsebildande funktion. I vissa språk, till exempel tjeckiska, förekommer sådan stavelsebildning systematiskt, som i vlk (varg) och krk (hals). Det innebär att det inte finns någon perfekt samstämmighet mellan bildningssätt och stavelsebildande (på fackspråk syllabisk) funktion.

## Vokalbildning
Vilken vokal som bildas när man talar beror på en rad omständigheter. Alla språks vokaler kan delas in i schemat främre-bakre och hög-låg. Dessutom kan vokaler vara rundade eller orundade, långa eller korta och orala eller nasala. 
Om vokalen är en främre, en central eller en bakre vokal bestäms av tungans läge i munhålan, eller mer exakt läget för tungryggens högsta punkt. Är denna punkt nära svalget, det vill säga långt bak i munhålan, bildas en bakre vokal. Bakre vokaler i svenska är till exempel /å/ i "skål" [sko:l] eller i /o/ i "sol" [su:l]. Främre vokaler bildas med tungryggens högsta punkt långt bort från svalget, alltså i munhålans främre del. Exempel på sådana vokaler är [e:] och [ɪ:] som i svenskans "se" [se:] respektive "bil" [bɪ:l]. Mellan tungans främre och bakre läge finns naturligtvis mellanlägen, så kallade centralvokaler, exempelvis [ɘ], som i ordet i svenska ordet "beslag" [bɘslɑ:ɡ].  
Vokalbildning bestäms dock inte enbart av tungryggens läge i munhålan i djupled, utan även av dess läge i höjdled. Man skiljer här på låg, mellan och hög vokal, eller mer noggrant låg, mellanlåg, mellanhög och hög. En låg vokal är då [a], som i svenska ordet "tak" [ta:k], medan en hög vokal är [ʉ] som i svenska ordet "kul" [kʉl]. Tungans position kan också beskrivas som munnens öppenhetsgrad, det vill säga är tungan högt placerad i munhålan är munnen mer stängd än om tungan är lågt placerad. I stället för låg, mellan och hög vokal kan man alltså tala om öppen, halvöppen och sluten vokal.   
Tungans läge i höjd- respektive djupled är en viktig egenskap vid vokalbildning, men vokalbildningen styrs också av läpparnas rundning. Rundad vokal i svenskan är exempelvis /o/ i "sol" [su:l] eller "tro" [tru:], medan /o/ i "trott" [trʊt] är en orundad vokal.

## Diftonger och triftonger
I många språk samt i svenska dialekter, dock inte i neutralt standardspråk, förekommer vokalljud som ändrar i klang från ett vokalljud till ett annat. Sådana språkljud kallas diftonger. I en del språk och dialekter kan man identifiera tre olika vokalljud i samma stavelse, och då talar man om en triftong.

## Kort och lång vokalisering
Vokaler och ljud kan i allmänhet indelas i långt och kort ljud (jämför lång konsonant) beroende på det tonande språkljudets kvantitet.

### Lång vokal i svensk grammatik
I svensk grammatik brukar en lång vokal följas av en enkel konsonant eller ingen alls. Ibland, särskilt i andra språk, används diakriter för att utmärka en lång vokal, exempelvis i ordet ”armé” eller ”idé” (jämför engelska: Pokémon).
I medeltida svensk grammatik skrevs lång vokal ut med dubbeltecknat vokaltecken, alltså dubbelvokal. Jämför det äldre danska sättet att skriva å med dubbla a:n (aa).

### Kort vokal i svensk grammatik
I svensk grammatik brukar en kort vokal följas av två eller flera konsonanter. Vanligen används dubbelteckning av konsonanten bakom en kort vokal, även kallad dubbelkonsonant, vilket innebär att konsonanten dubblas för att anmärka föregående vokal som kort.
Exempelvis: är det en konsonant bakom vokalen så läser vi lång vokal, till exempel ”glas” [ɡlɑ:s]. Om vokalen följs av två konsonanter så läser vi kort vokal, till exempel ”glass” [ɡlas].
Flera särregler finns i svenskan, såsom att dubbelkonsonant inte skrivs ut i sammansättningar där förbindelsen annars skulle bilda tre eller fler konsonanter på raken, exempelvis: ”glass-sås” skrivs 'glassås', inte *glasssås. I svenska, till skillnad från finska, norska och danska, används ej dubbelkonsonanten 'kk' (dubbel-k) utan istället används 'ck' liksom i engelska och tyska.

## Indelning
Vokalerna kan delas upp i främre (I, Y, långt U, E, Ä), centrala (bl a Ö-ljud, kort U, kort A) och bakre (O, Å, långt A) vokaler.
På många språk har främre vokaler haft den effekt på velara och alveolara konsonanter, att de har blivit palatala eller postalveolara framför en främre vokal. I svensk ortografi skiljer man mellan mjuka vokaler, det vill säga de främre vokalerna E, I, Y, Ä, Ö, och hårda vokaler, det vill säga de bakre vokalerna A, O, U, Å. Inom lingvistiken används benämningarna främre och bakre vokaler.
Deras funktion i stavningen skiljer dem åt: samma konsonantbokstäver eller kombinationer av dessa, blir olika ljud beroende på vilket slags vokal de står framför. På många språk reflekterar stavningen förändringen, såsom engelskans church och cheap, men cow och can. På svenska stavas motsvarande ord alla med k: kyrka, köpa, ko och kan, även om uttalet är annorlunda. På tyska stavas alla med k och har ”hårt uttal”: Kirche, kaufen, Kuh och kann. Detsamma gäller till exempel engelskans yield och svenska gälda. Nedan är en tabell hur olika bokstäver ändrar ljud framför olika vokaler på olika språk:
|                 | Före bakre vokal | Före främre vokal |
| --------------- | ---------------- | ----------------- |
| Svenska "C"     | cancer [ˈkanser] | cykel [ˈsʏkel]    |
| Svenska "G"     | gata [ˈgɑːta]    | get [jeːt]        |
| Svenska "K"     | kunna [ˈkɵnːa]   | känna [ˈɕɛnːa]    |
| Svenska "SK"    | skala [ˈskɑːla]  | skela [ˈɧeːla]    |
|                 |                  |                   |
| Engelska "C"    | call [kɔːl]      | cell [sɛl]        |
| Engelska "G"    | gall [gɔːl]      | gel [dʒɛl]        |
|                 |                  |                   |
| Franska "C"     | calque [kalk]    | celà [səˈla]      |
| Franska "G"     | gare [ɡɑʁ]       | gel [ʒɛl]         |
|                 |                  |                   |
| Italienska "C"  | cara [kaɾa]      | ciao [tʃao̯]       |
| Italienska "G"  | gallo [ɡalːo]    | genere [ˈdʒɛneɾe] |
| Italienska "SC" | scala [skala]    | scena [ˈʃɛna]     |

I vissa svenska dialekter har denna förändring även skett inuti ord, något som brukar kallas norrländsk förmjukning. Det innebär att ord som skogen, väggen, säcken, bänken och fisken kan uttalas skojin ([skuːjɪn]), väddjin ([vɛdʒɪn]), sättjin ([sɛtʃɪn]), bäntjin ([bɛntʃɪn] och fisjin ([fɪʃɪn]). Detta är vanligast i norrländska dialekter och i Finland, men gränsen för detta drag har gått igenom Uppland, men är nu på utdöende. I Uppland är draget starkast i Hållnäs.
I andra språk påverkas omkringliggande ljud på ett liknande sätt. I finsk-ugriska språk och turkiska språk förekommer vokalharmoni, vilket innebär att samtliga stavelser i ett och samma (enkla) ord är antingen främre eller bakre. Detta kan i finskan iakttas genom valet av ändelse i de olika kasusformerna. I turkiskan påverkas uttalet av konsonanterna också, där varje konsonant har en främre och en bakre variant.

## Vokaltabell
| IPA | Exempelord     | Exempelord | Rikssvenska              | Bakre/främre (index) | Bakre/främre   | Sluten/öppen (index) | Sluten/öppen      | Rundning | Längd |
| IPA | Engelska (USA) | Svenska    | Rikssvenska              | Bakre/främre (index) | Bakre/främre   | Sluten/öppen (index) | Sluten/öppen      | Rundning | Längd |
| --- | -------------- | ---------- | ------------------------ | -------------------- | -------------- | -------------------- | ----------------- | -------- | ----- |
| iː  | evil           | vi         | Ja                       | 1                    | främre         | 1                    | sluten            | spridd   | lång  |
| eː  |                | ber        | Ja                       | 1                    | främre         | 2                    | halvsluten        | spridd   | lång  |
| ɛ   | dress          | fem        | Ja                       | 1                    | främre         | 3                    | halvöppen         | spridd   | kort  |
| a   | account        | man        | Ja                       | 1                    | främre         | 4                    | öppen             | spridd   | kort  |
| ɑː  | Häagen-Dazs    | dra        | Ja                       | 4                    | bakre          | 4                    | öppen             | rundad   | lång  |
| ɔ   | cloth          | bort       | Ja                       | 4                    | bakre          | 3                    | halvöppen         | rundad   | kort  |
| o:  | sorting        | vårt       | Ja                       | 4                    | bakre          | 2                    | halvsluten        | rundad   | lång  |
| u:  | oof            | bord       | Ja                       | 4                    | bakre          | 1                    | sluten            | rundad   | lång  |
| yː  |                | ny         | Ja                       | 1                    | främre         | 1                    | sluten            | rundad   | lång  |
| øː  |                | köl        | Ja                       | 1                    | främre         | 2                    | halvsluten        | rundad   | lång  |
| ʉ̟:  |                | hut        | Ja                       | 2                    | främre-central | 1                    | sluten            | rundad   | lång  |
| ʏ   |                | nytt       | Ja                       | 1                    | främre         | 1.5                  | halvsluten-sluten | rundad   | kort  |
| æ   | trap           | kärr       | Ja                       | 1                    | främre         | 3                    | halvöppen         | spridd   | kort  |
| e   | met            | bett       | Ja                       | 1                    | främre         | 2                    | halvsluten        | spridd   | kort  |
| ɪ   | kit            | sill       | Ja                       | 1                    | främre         | 1.5                  | halvsluten-sluten | spridd   | kort  |
| ʊ   | foot           | bott       | Ja                       | 4                    | bakre          | 1.5                  | halvsluten-sluten | rundad   | kort  |
| ɵ   |                | buss       | Ja                       | 3                    | central        | 2                    | halvsluten        |          | kort  |
| æ:  | air            | kär        | Ja                       | 1                    | främre         | 3.5                  | halvöppen-öppen   | spridd   | lång  |
| œ   |                | nött       | Ja                       | 1                    | främre         | 3                    | halvöppen         | rundad   | kort  |
| ʌ   | strut          |            | Nej                      | 4                    | bakre          | 3                    | halvöppen         | spridd   | kort  |
| ə   | away           |            | Nej                      | 3                    | central        | 2.5                  | central           | spridd   | kort  |
| ɑ   | lot            |            | Nej (men finns som lång) | 4                    | bakre          | 4                    | öppen             | spridd   | kort  |
| i   | fleece         |            | Nej (men finns som lång) | 1                    | främre         | 1                    | sluten            | spridd   | kort  |
| u   | goose          |            | Nej (men finns som lång) | 4                    | bakre          | 1                    | sluten            | rundad   | kort  |
| o   | goat           |            | Nej (men finns som lång) | 4                    | bakre          | 2                    | halvsluten        | rundad   | kort  |